# Matthew Hayward
Matthew „Matt“ Hayward (* 23. November 1989 in Red Deer, Alberta) ist ein ehemaliger kanadischer Freestyle-Skier. Er war auf die Freeski-Disziplin Halfpipe spezialisiert. 2008 feierte er zwei Siege im Weltcup und gewann die Disziplinenwertung.

## Biografie
Hayward debütierte im Dezember 2004 in Park City im Nor-Am Cup und verpasste das Podest als Fünfter nur knapp. Nach zwei weiteren Starts nahm er im folgenden März an den Weltmeisterschaften in Ruka teil und belegte im ersten Halfpipe-Wettkampf der Geschichte Rang neun. Am 15. Januar 2006 gab er als Neunter in Les Contamines sein Debüt im Freestyle-Skiing-Weltcup. Nach drei Nor-Am-Siegen in Park City und am Lake Tahoe schaffte er als Dritter in Apex seinen ersten Weltcup-Podestplatz. In der Saison 2006/07 bestritt er kaum internationale Wettkämpfe, konnte aber seinen dritten kanadischen Halfpipe-Meistertitel in Folge feiern.
Der internationale Durchbruch gelang Hayward im Januar 2008, als er in Les Contamines seinen ersten Weltcup gewann. Bei schwierigen Sichtbedingungen entschied er in Inawashiro auch den zweiten Halfpipe-Weltcup jener Saison für sich. Ein neunter Platz zum Saisonende genügte ihm zum Gewinn der Disziplinenwertung. Im selben Winter wurde er zu den X-Games in Aspen eingeladen und belegte in der Superpipe Rang neun. Im Januar 2009 nahm er noch zweimal an Weltcup-Austragungen teil, konnte dabei aber nicht an frühere Erfolge anknüpfen. Danach trat Hayward international nicht mehr in Erscheinung.

## Erfolge

### Weltmeisterschaften
- Ruka 2005: 9. Halfpipe

### Weltcupwertungen
| Saison  | Gesamt | Gesamt | Halfpipe | Halfpipe |
| Saison  | Platz  | Punkte | Platz    | Punkte   |
| ------- | ------ | ------ | -------- | -------- |
| 2005/06 | 51.    | 18     | 4.       | 89       |
| 2007/08 | 8.     | 46     | 1.       | 229      |
| 2008/09 | 104.   | 7      | 17.      | 34       |

### Weltcupsiege
Hayward errang im Weltcup 3 Podestplätze, davon 2 Siege:
| Datum            | Ort            | Land       | Disziplin |
| ---------------- | -------------- | ---------- | --------- |
| 13. Januar 2008  | Les Contamines | Frankreich | Halfpipe  |
| 15. Februar 2008 | Inawashiro     | Japan      | Halfpipe  |

### Nor-Am Cup
- 3 Siege:

| Datum             | Ort        | Land | Disziplin |
| ----------------- | ---------- | ---- | --------- |
| 19. Dezember 2005 | Park City  | USA  | Halfpipe  |
| 2. Februar 2006   | Lake Tahoe | USA  | Halfpipe  |
| 3. Februar 2006   | Lake Tahoe | USA  | Halfpipe  |

### X-Games
- Aspen 2008: 9. Superpipe

### Weitere Erfolge
- 3 kanadische Meistertitel (Halfpipe 2005–2007)[2]